# DDR-Meisterschaften im Biathlon 1960
Die DDR-Meisterschaften im Biathlon wurden 1960 zum dritten Mal ausgetragen. Sie fanden am 28. Februar in Neuhausen/Erzgeb. statt. Das Einzelrennen gewann Hermann Forker von der SG Dynamo Zinnwald, die auch in der Mannschaftswertung vorne lag. 

## 20-km-Einzelrennen
| Platz | Sportler        | Mannschaft         | Schießfehler | Zeit (h) |
| ----- | --------------- | ------------------ | ------------ | -------- |
| 1     | Hermann Forker  | SG Dynamo Zinnwald | 07           | 1:44:34  |
| 2     | Helbig          | SG Dynamo Zinnwald | 08           | 1:45:24  |
| 3     | Wolfgang Heider | SG Dynamo Zinnwald | 14           | 1:48:17  |

## Mannschaftswertung
| Platz | Mannschaft            | Sportler                              | Zeit (h) |
| ----- | --------------------- | ------------------------------------- | -------- |
| 1     | SG Dynamo Zinnwald I  | Hermann Forker Helbig Wolfgang Heider | 5:18:15  |
| 2     | SG Dynamo Zinnwald II |                                       | 5:33:04  |
| 3     |                       |                                       |          |